# Fradelos (Vila Nova de Famalicão)
Fradelos es una freguesia portuguesa del concelho de Vila Nova de Famalicão, con 16,97 km² de superficie y 3.337 habitantes (2001). Su densidad de población es de 196,6 hab/km².